# Jaromír Helešic
Jaromír Helešic (* 19. září 1947 Uherské Hradiště) je český bubeník a perkusista působící v oblasti jazzu a jazzrocku.

## Hudební kariéra
Vyrůstal v Mikulčicích na jižní Moravě, kde během studia na průmyslové škole v Hodoníně hrál v amatérských rockových skupinách. V letech 1966–1968 působil ve vojenských tanečních souborech. K jazzu se dostal když společně s o šest let starším bratrem poslouchali vídeňské rádio.
Po přesídlení do Prahy si doplnil hudební vzdělání studiem bicích nástrojů na Lidové škole umění pod vedením Josefa Vacka. V Praze hrál v rockových skupinách O.K. 69 a Lazy Three a později v doprovodných kapelách sourozenců Ulrychových. Od počátku 70. let se zaměřil na moderní jazz a spolupracoval s mnoha českými jazzovými hudebníky a formacemi, jako jsou Jazz Half Sextet, Jazz Nova, Energit, Jazz Q, Jazz Sanatorium Luďka Hulana, Jazz Q Martina Kratochvíla, SHQ Karla Velebného, Skupina Antonína Viktory, Trust Rudolfa Ticháčka, Blues Band Luboše Andršta, Gera Band a Jegorov Nova či Pražský Big Band Milana Svobody. Pravidelně vystupoval v pražských jazzových klubech, zúčastňoval se řady festivalů, absolvoval několik zahraničních turné (většinou s Pražským Big Bandem nebo Kvartetem Milana Svobody), pořídil četné rozhlasové nahrávky a prakticky se všemi výše jmenovanými soubory nahrával gramofonové desky. V roce 1974 spoluzaložil skupinu Impuls, zaměřenou na jazzrockovou syntézu, spolu s kytaristou Zdeňkem Fišerem, klávesistou Pavlem Kostiukem a trumpetistou Michalem Gerou. V jeho vlastní tvorbě ho ovlivnili Gene Krupa, Philly Joe Jones, Elvin Jones, Alphonse Mouzon, Jack DeJohnette, Billy Cobham a Tony Williams. Významná v jeho biografii jsou také jeho dlouhodobější angažmá u západoněmeckých činoherních scén – stuttgardské Komedie Marquard (1978), hamburského Studia (1980) a düsseldorfského divadla Neuss (1982).
V letech 2002–2012 hrál v The JUH Triu s chorvatským kytaristou Darkem Jurkovićem a kontrabasistou Františkem Uhlířem. Dále hrál s Prague Vienna Connection: Julia Siedl (piano), Nika Zach (vokál), František Uhlíř (kontrabas). V roce 2012 bylo založeno The WUH Trio, kde s ním hrál americký pianista Skip Wilkins a František Uhlíř na kontrabas. V letech 2018–2023 byl součástí česko-rakouského jazzového The KUH Tria ve složení Edi Köhldorfer (kytara) a František Uhlíř (kontrabas). V letech 2019–2021 se triu podařilo i přes pandemii covidu-19 absolvovat více než 100 koncertů v Česku, Německu, Rakousku a Švýcarsku.